# Lyssomanes quadrinotatus
Lyssomanes quadrinotatus là một loài nhện trong họ Salticidae.
Loài này thuộc chi Lyssomanes. Lyssomanes quadrinotatus được Eugène Simon miêu tả năm 1900.